# 파스칼 타요
파스칼 뤼크 타요(프랑스어: Pascal Luc Tayot, 1965년 3월 15일~)는 프랑스의 전직 유도 선수이다. 1992년 하계 올림픽 남자 미들급에서 동메달을 획득했다.